# Cybianthus iteoides
Cybianthus iteoides är en viveväxtart som först beskrevs av George Bentham, och fick sitt nu gällande namn av G. Agostini. Cybianthus iteoides ingår i släktet Cybianthus, och familjen viveväxter. Inga underarter finns listade i Catalogue of Life.